# Kounda (ort)
Kounda är en ort i Burkina Faso.   Den ligger i provinsen Bazega Province och regionen Centre-Sud, i den centrala delen av landet, 26 km söder om huvudstaden Ouagadougou. Kounda ligger 307 meter över havet och antalet invånare är 2 191.
Terrängen runt Kounda är platt. Närmaste större samhälle är Kombissiri, 19,5 km öster om Kounda.
Omgivningarna runt Kounda är en mosaik av jordbruksmark och naturlig växtlighet. Runt Kounda är det ganska tätbefolkat, med 67 invånare per kvadratkilometer.